# Patrick Brye
Patrick Brye (...) è un ex sciatore alpino francese.

## Biografia
Sciatore polivalente membro della nazionale francese dal 1973, Brye vinse la medaglia d'argento nella discesa libera ai Campionati francesi 1975 e gareggiò anche in Coppa del Mondo, senza ottenere piazzamenti di rilievo; non prese parte a rassegne olimpiche e non ottenne piazzamenti ai Campionati mondiali.

## Palmarès

### Campionati francesi
- 1 medaglia (dati parziali)[1]:
  - 1 argento (discesa libera nel 1975)